# ヘンリー・アペンゼラー

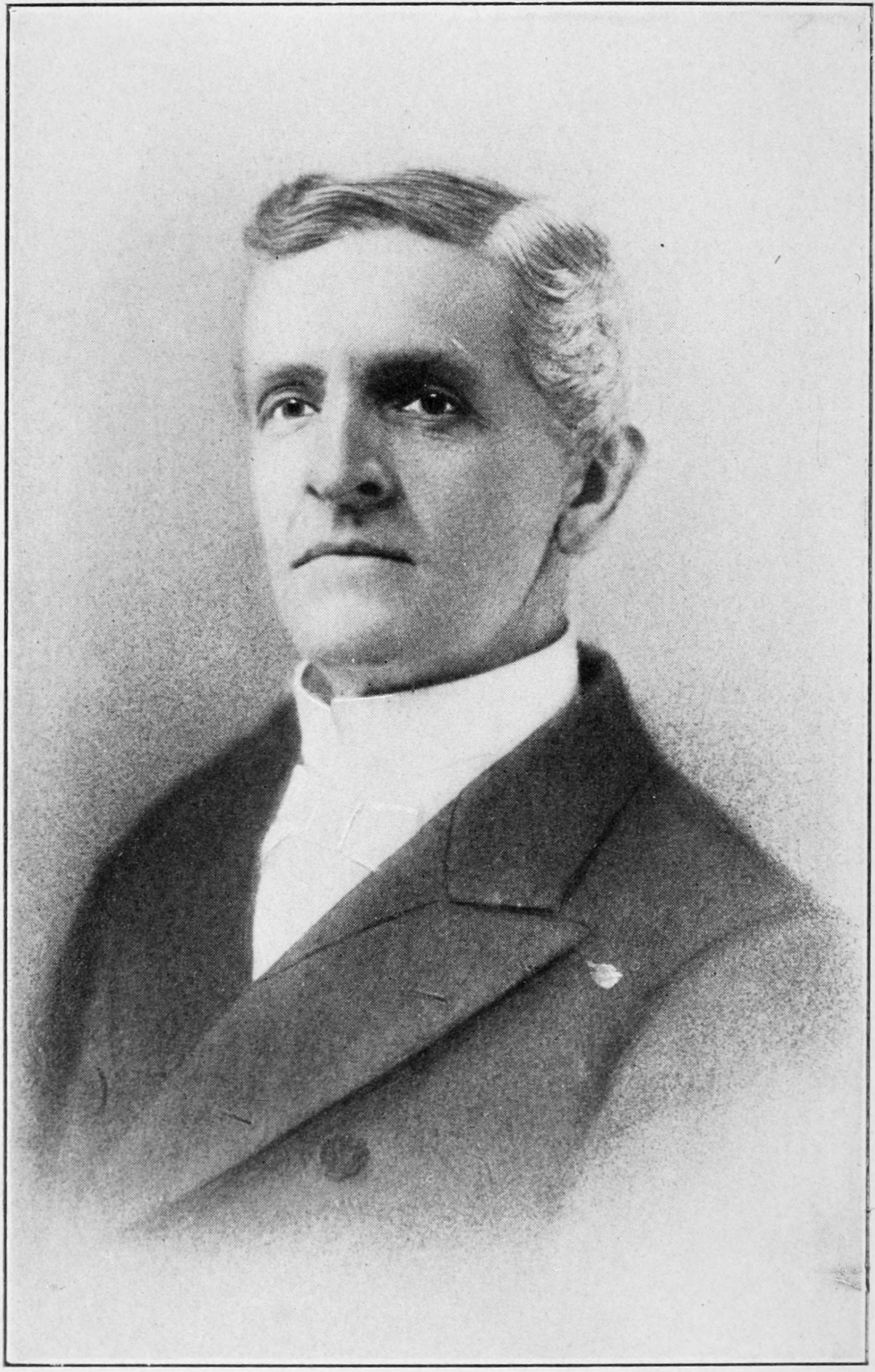
Henry Appenzeller

ヘンリー・ジェラード・アペンゼラー（Henry Gerhard Appenzeller、1858年2月6日 - 1902年6月11日）は、朝鮮で活動したアメリカ合衆国出身のプロテスタント（メソジスト）宣教師。

## 生涯

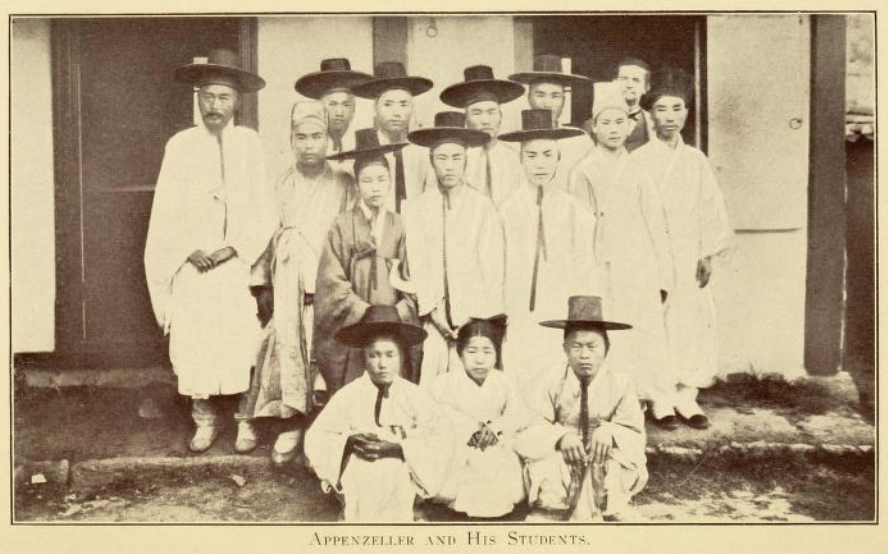
朝鮮の教え子たちと。1887年

1858年、ペンシルベニア州サウダートン (Souderton, Pennsylvania) に生まれる。1882年、フランクリン・アンド・マーシャル大学 (Franklin & Marshall College) を卒業後、ドリュー神学学校 (Drew Theological Seminary) に入り、神学を修めた。1885年2月6日、アペンゼラーはメソジスト監督教会の牧師となり、朝鮮への宣教師に任命された。一度日本で最初の韓国人プロテスタントの信者の一人とされる李樹廷に2カ月間朝鮮語を学ぶ。
アペンゼラーが妻のエラ・J・ドッジ（Ella J. Dodge）、長老派宣教師のH・G・アンダーウッドとともに仁川に到着したのは、1885年4月5日のことである。アペンゼラーは、仁川の内里教会やソウルの貞洞第一教会をはじめとする多くの教会を設立し、国中を旅して福音を説いた。アペンゼラーが設立した培材学堂（培材大学校の前身）は、朝鮮初の近代教育機関である。この学校からは大韓民国初代大統領李承晩らが巣立った。また、ほかの宣教師たちとともに、聖書の朝鮮語訳を手がけ、大韓聖教書会（現・大韓キリスト教書会）を作り、月刊誌『ザ・コリアン・レポジトリー』の発刊に尽力した。また独立協会の指導者たちを支援し、彼らが投獄されたときは、その世話に当たった。
1902年、聖書翻訳の会合のため、全羅南道木浦を訪れていたアペンゼラーは、溺れていた朝鮮人少女を救助しようとして海に飛び込み、溺死した（44歳）。のちにソウル郊外楊花津（現・ソウル特別市麻浦区）の外国人墓地に墓が建てられている。

## 家族

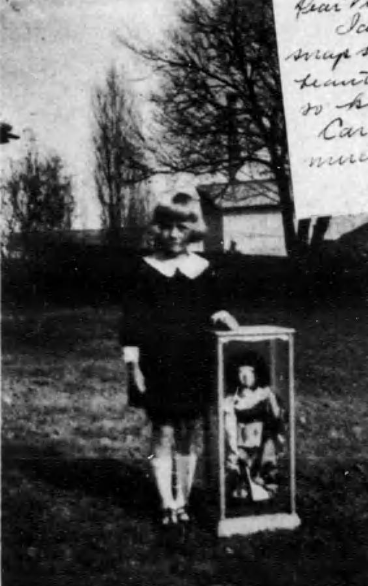
ヘンリー・アペンゼラーの孫娘。1929年

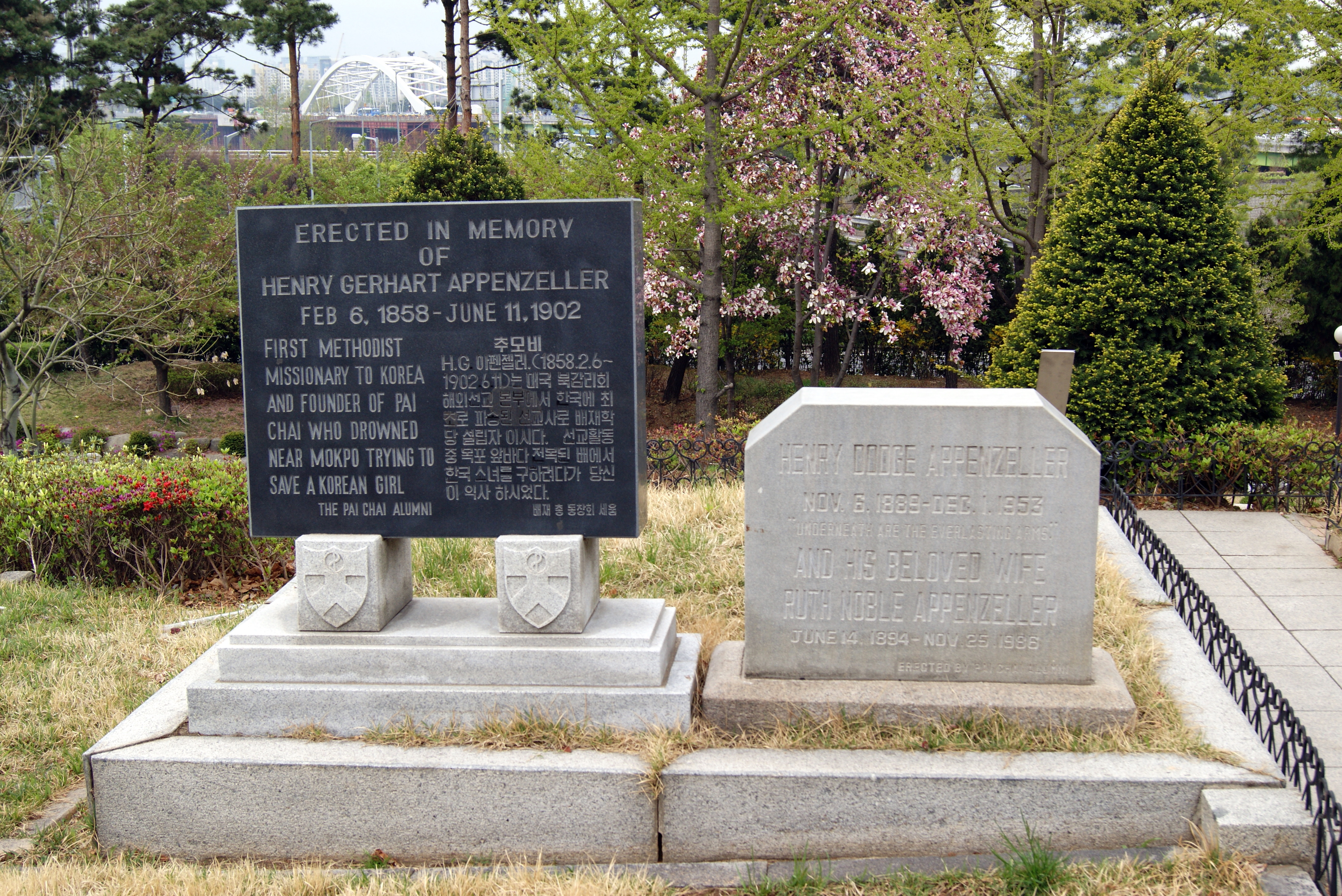
ソウル市麻浦区の楊花津外国人宣教師墓園にあるアペンゼラーの墓碑

ソウルで生まれた娘のアリス・アペンゼラー（Alice Rebecca Appenzeller、1885年10月9日 - 1950年2月20日）は朝鮮の女子教育に尽力し、梨花女子専門学校（現・梨花女子大学校）の校長を務めた。第二次世界大戦中は出国を余儀なくされたが、大戦終了後に朝鮮に戻り、ソウルで没した。楊花津の父親の墓の隣に葬られている。
息子のヘンリー・ドッジ・アペンゼラー（Henry Dodge Appenzeller、1889年 - 1953年）も朝鮮での教育活動に尽力し、培材学堂の校長を務めている。

## 註
1. ↑  呉允台「李樹廷」『日本キリスト教歴史大事典』110頁
2. ↑  Sally Linden, Person of the week : Alice Rebecca Appenzeller、ウェルズリー大学ウェブサイト （英語）